# Marrakech-Safi
La région de Marrakech-Safi (en berbère : ⵎⵕⵕⴰⴽⵛ-ⴰⵙⴼⵉ ; en arabe : مراكش - أسفي) est l'une des 12 régions du Maroc instituées en 2015.
Située au centre du pays, cette région englobe notamment Marrakech, Essaouira, Safi, Chichaoua, Kelaâ Sraghna, Tahannaout et une partie du Haut Atlas.
Depuis septembre 2021, son président est Samir Goudar (سمير-كودار) .

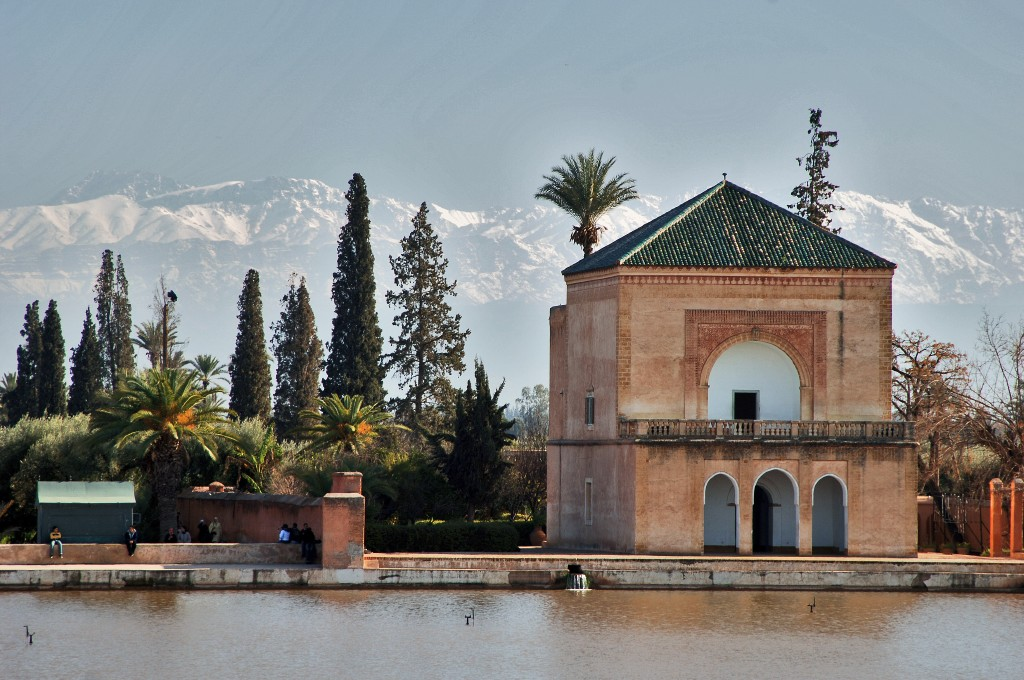
Les jardins de la Ménara à Marrakech

## Politique
Depuis les élections de 2021, le président de la région est Samir Goudar .

## Création
En 2015, le nombre de régions du Maroc est réduit de 16 à 12 et la région de Marrakech-Safi est créée. Son découpage reprend celui de la région de Marrakech-Tensift-Al Haouz auquel s'ajoutent la province de Safi et la province de Youssoufia.
La région de Marrakech-Tensift-Al Haouz avait été créée en 1997. Sa superficie était de 31 160 kilomètres carrés, ce qui représente 4,5 % du territoire national, pour une population de 3 102 652 habitants.

## Séisme
Le 8 septembre 2023 un tremblement de terre d’une magnitude de 6,8, dont l'épicentre se trouve dans la région (province d'Al Haouz) et ressenti dans tout le pays, fait plus de 2900 morts.

## Géographie
Géographiquement, la région est limitée au nord par les régions de Casablanca-Settat, à l'ouest par l'océan Atlantique, à l'est par la région de Béni Mellal-Khénifra et au sud par la chaîne montagneuse du Haut Atlas (régions du Souss-Massa et du Drâa-Tafilalet).
À environ 70 km de Safi, se trouve la réserve naturelle Msabih Talaa, d'une superficie de près de 2 000 ha et consacrée à la protection de gazelles dorcas.

## Administration
La région comprend une préfecture et sept provinces : 
- la préfecture de Marrakech ;
- la province de Chichaoua ;
- la province d'Al Haouz ;
- la province d'El Kelâa des Sraghna ;
- la province d'Essaouira ;
- la province de Rehamna ;
- la province de Safi ;
- la province de Youssoufia.

Ces terres sont constituées de 16 Cercles englobant 216 communes (198 communes rurales et 18 communes urbaines) soit à peu près 14 % de l'ensemble des communes à l'échelon national.

## Démographie
En 2024, selon le HCP, sa population est de 4 892 393 habitants. 
En 1994, la population de cette région était de 2 724 204 habitants soit 10 % de la population nationale, avec une densité démographique de 85 habitants au kilomètre carré contre 36,6 habitants par kilomètre carré pour l'ensemble du pays. En 1997, la population de cette région était estimée à 2 832 000 habitants dont 36,8 % de population urbaine .
| 1994                                                              | 2004      | 2007      | 2014      | 2024      |
| ----------------------------------------------------------------- | --------- | --------- | --------- | --------- |
| 2 724 204                                                         | 3 102 652 | 3 310 994 | 4 520 000 | 4 892 393 |
| 1994, 2004, 2014, 2024: recensement officiel ; 2007 : estimation. |           |           |           |           |

## Jumelage
La région est jumelée à la région française Hauts-de-France depuis le 8 octobre 2018,.

### Site internet
- Site officiel de la région Marrakech-Safi/